# Vanderhorstia ornatissima
Vanderhorstia ornatissima es una especie de peces de la familia de los Gobiidae en el orden de los Perciformes.

## Morfología
Los machos pueden llegar a alcanzar los 8,5 cm de longitud total.

## Hábitat
Es un pez de mar y, de clima tropical (21 °C-27 °C).

## Distribución geográfica
Se encuentra desde el África Oriental hasta Samoa e Islas Ryukyu.

## Observaciones
Es inofensivo para los humanos. 